# Greetings from Asbury Park, N.J.
Greetings From Asbury Park, N.J. ist das erste Studioalbum des US-amerikanischen Rocksängers Bruce Springsteen. Die Band, mit der er das Album aufnahm, trug zu dieser Zeit noch keinen Namen, wird aber als frühe E Street Band angesehen. Offiziell wurde sie aber erst ab 1974 mit diesem Namen angekündigt. Das Album verkaufte sich über 25.000 Mal im ersten Jahr und insgesamt rund 2 Millionen Mal (Stand: Januar 2008).

## Geschichte
Springsteen und sein erster Manager Mike Appel beschlossen, das Album in den preisgünstigen 914 Sound Studios in Orangetown, Rockland County, aufzunehmen, um möglichst viel von dem Vorschuss der Plattenfirma Columbia Records sparen zu können.
Die beiden Titel Blinded by the Light und Spirit in the Night wurden als Singles ausgekoppelt, erreichten jedoch keine nennenswerten Platzierungen.
2003 wurde das Album von der US-amerikanischen Musikzeitschrift Rolling Stone auf Platz 379 der 500 besten Alben aller Zeiten gewählt.
Die Manfred Mann’s Earth Band coverte drei Titel des Albums: Spirit in the Night (Nightingales & Bombers, 1975),  Blinded by the Light (The Roaring Silence, 1976) und For You (Chance, 1980). Mit Blinded by the Light erreichte die Earth Band 1976 einen Nr.-1-Hit in den USA.
Mit Manfred Mann’s Version von Blinded by the light hatte Springsteen die einzige Nr.1-Single seiner Karriere in den US-Charts.
David Bowie nahm später drei Titel des Albums auf. Growin’ Up erschien auf einem Re-Issue von Pin Ups, einer Platte mit Coverversionen. Den Titel It’s Hard to Be a Saint in the City veröffentlichte er auf der 3-CD-Box Sound + Vision. Spirits in the Night wurde schließlich für die Astronettes ausgewählt.
Im Jahr 2010 erschien das Album mit den sechs folgenden Studioalben in dem CD-Box-Set The Collection 1973 – 84.

## Titelliste

### Originalausgabe

#### Seite A
1. Blinded by the Light – 5:06
2. Growin’ Up – 3:05
3. Mary Queen of Arkansas – 5:21
4. Does This Bus Stop at 82nd Street? – 2:05
5. Lost in the Flood – 5:17

#### Seite B
1. The Angel – 3:24
2. For You – 4:40
3. Spirit in the Night – 4:59
4. It’s Hard to Be a Saint in the City – 3:13

Alle Titel wurden von Bruce Springsteen geschrieben.